# Trasformazione di Schrieffer-Wolff
In fisica, in particolare in meccanica quantistica, la trasformazione di Schrieffer-Wolff è una trasformazione unitaria utilizzata per diagonalizzare in modo perturbativo l'operatore hamiltoniano di un sistema fisico al primo ordine d'interazione. In pratica, la trasformazione può essere utilizzata per "proiettare fuori gli stati eccitati ad alta energia di un dato operatore hamiltoniano quantistico", ossia per separare, nel calcolo, le componenti a energia elevata da quelle a bassa energia e utilizzare queste ultime per costruire un modello efficace a bassa energia.
Il primo utilizzo di tale trasformazione è comunemente attribuito a un articolo di Robert Schrieffer e P. A. Wolff del 1966, da cui il nome, ma un utilizzo precedente si riscontra in un articolo del 1955.

## Formulazione
Si consideri un sistema quantistico che evolve in base a un operatore hamiltoniano, indipendente dal tempo, {\displaystyle H} della forma:
{\displaystyle H=H_{0}+V}
Dove {\displaystyle H_{0}} è l'hamiltoniano imperturbato con autostati noti {\displaystyle |m\rangle } e relativi autovalori {\displaystyle E_{m}} e {\displaystyle V} è una piccola perturbazione. Inoltre, si assuma, senza perdita di generalità, che {\displaystyle V} sia fuori diagonale rispetto alla base degli autovettori di {\displaystyle H_{0}}, cioè {\displaystyle \langle m|V|m\rangle =0} per tutti gli {\displaystyle m}, infatti ciò può sempre essere ottenuto assorbendo gli elementi diagonali di {\displaystyle V} in {\displaystyle H_{0}}, modificando così i suoi autovalori in {\displaystyle E'_{m}=E_{m}+\langle m|V|m\rangle }. 
La trasformazione di Schrieffer-Wolff è una trasformazione unitaria che esprime l'hamiltoniano in una base diagonale al primo ordine nella perturbazione {\displaystyle V}, ossia contenente anche {\displaystyle V}, la cosiddetta base "vestita". Questa trasformazione unitaria è convenzionalmente scritta come:
{\displaystyle H'=e^{S}He^{-S}}
Quando {\displaystyle V} è piccolo, il generatore {\displaystyle S} della trasformazione sarà parimenti piccolo. La trasformazione può quindi essere espansa in {\displaystyle S} utilizzando la formula Baker-Campbell-Haussdorf
{\displaystyle H'=H+[S,H]+{\frac {1}{2}}[S,[S,H]]+\dots }
dove, {\displaystyle [A,B]} è il commutatore tra operatori {\displaystyle A} e {\displaystyle B}. 
In termini di {\displaystyle H_{0}} e {\displaystyle V}, la trasformazione diventa
{\displaystyle H'=H_{0}+V+[S,H_{0}]+[S,V]+{\frac {1}{2}}[S,[S,H_{0}]]+{\frac {1}{2}}[S,[S,V]]+\dots }
L'Hamiltoniano può essere reso diagonale al primo ordine in {\displaystyle V} scegliendo il generatore {\displaystyle S} tale che
{\displaystyle V+[S,H_{0}]=0}
Questa equazione ha sempre una soluzione definita, nell'ipotesi che {\displaystyle V} sia fuori diagonale rispetto alla base degli autovettori di {\displaystyle H_{0}}. Sostituendo questa scelta nella trasformazione precedente si ottiene:
{\displaystyle H'=H_{0}+{\frac {1}{2}}[S,V]+O(V^{3})}
Questa espressione è la forma standard della trasformazione di Schrieffer-Wolff. Si noti che tutti gli operatori sul lato destro sono ora espressi nella nuova base "vestita" dall'interazione {\displaystyle V} al primo ordine.